# Ho Ho Holiday Special
Ho Ho Holiday Special é um telefilme estaduniense, especial de natal, exibido e produzido pela Nickelodeon. É estrelado pelos atores e atrizes das atuais séries mais famosas da empresa. Ele foi filmado em novembro de 2015 e estreado em dezembro de 2015.

## Sinopse
O especial abre com o locutor anunciando e dizendo logo em seguida "Estrelando... um elenco muito grande pra ser mencionado, mas que com certeza seu artista favorito da Nickelodeon estará nele". Logo em seguida é mostrado dois duendes ajudantes do Papai Noel se preparando para o natal, em meio ao serviço eles resolvem contar histórias de natal, a cena que é mostrada em seguida mostra a estrela da Nick, Jack Griffo ao lado do presidente dos Estados Unidos, este mesmo lhe convida para passar o natal ao lado de sua família na Casa Branca, logo após Jack recebe convite de outras estrelas da Nick para participar de uma suposta festa de Natal, em uma mansão, o mesmo aceita e logo após começa a cantar, com vários outros artistas cantando em cenas seguintes, até que coisas estranhas começam a acontecer e eles descobrem que estão presos lá até após o natal, o especial faz uma referência a série de filmes Saw (Jogos Mortais), no qual os participantes dos jogos precisam tomar medidas extremas para se livrar de certas armadilhas, no decorrer do episódio é mostrada diferentes enquetes com outros atores da Nickelodeon, fazendo papéis de si mesmo ou não, no final eles descobrem que o vilão se tratava de Rico Rodriguez, que resolveu prendê-los por vingança por nunca terem respondido suas cartas (nas quais nunca foram enviadas) com o pedido de cantarem uma música juntamente com ele.

## Paródias
Durante grande parte do episódio, é feito uma referência a série de filmes de terror Saw, no qual os participantes dos jogos precisam tomar medidas extremas para se livrarem de certas armadilhas, incluindo:
- abrir diversas nozes para encontrar uma chave
- conseguir escapar de um quarto repleto de gemada
- comer uma casa de biscoito de gengibre inteira para encontrar uma chave.

Durante a abertura é feito uma referência ao desenho animado South Park, no qual mostra as atrizes Breanna Yde e Lizzy Greene cantando, e em seguida aparece Kira Kosarin em uma consulta no dentista com um aparelho odontológico na boca, dificultando sua fala, assim ela acaba cantando como o personagem Kenny McCormick, como é mostrado na abertura do desenho.
Durante a sketch em que Jace Norman interpreta Dilbert, o programa que é mostrado é uma clara referência a programas como Roda a Roda, Family Feud e Roda da Fortuna dentre muitos outros programas do gênero.

## Elenco e personagens

### The Thundermans
- Kira Kosarin como Ela Mesma
- Jack Griffo como Ele Mesmo
- Diego Velazquez como Neto #1
- Chris Tallman como Carl
- Addison Riecke como Floco de Neve #3
- Maya Le Clark como Ela Mesma

### Nicky, Ricky, Dicky & Dawn
- Aidan Gallagher como Ele Mesmo
- Casey Simpson como Ele Mesmo
- Mace Coronel como Ele Mesmo
- Lizzy  Greene como Ela Mesma

### 100 Things to Do Before High School
- Isabela Merced como Ela Mesma
- Owen Joyner como Maçã
- Jaheem King Toombs como Floco de Neve #2

### Bella and the Bulldogs
- Brec Bassinger como Ela Mesma
- Buddy Handleson como Ele Mesmo
- Coy Stewart como Ele Mesmo
- Jackie Radinsky como Neto #2
- Rio Mangini como Floco de Neve #1
- Haley Tju como Ethel
- Lilimar como Rose

### Henry Danger
- Jace Norman como Dilbert
- Ella Anderson como Alice/Olliver
- Riele Downs como Sheila
- Sean Ryan Fox como Marty

### Game Shakers
- Benjamin Flores Jr. como Rick
- Cree Cicchino como Fred
- Madisyn Shipman como Rainha da Inglaterra
- Thomas Kuc como Nigel

### School of Rock
- Breanna Yde como Ela Mesma
- Jade Pettyjohn como Ela Mesma

### Outros
- Sydney Park como Rachel Snow
- Rico Rodriguez como Vilão/Ele Mesmo

## Concorrência
A maior concorrência do especial foi o especial da The Walt Disney Company, o Natal Mágico-O Especial direto dos parques

## Produção
Em novembro de 2015, começou a ser filmada no Paramount Studios um especial de Natal da Nickelodeon. Um pouco mais tarde, os atores confirmaram a gravação e depois, a Nickelodeon anunciou o especial. Em dezembro de 2015, foi oficialmente dada a data de lançamento.

## Jogos
Em 2015 foi lançado no site da Nickelodeon um jogo do especial de Natal chamado Ho Ho Holiday: Escape Game (no Brasil, Ho Ho Holiday: Fuga Natalina).

## Curiosidades
- Kira Kosarin quebrava tudo pela frente.
- Todas as salas eram salas de Realidade Virtual
- O veículo que estava sendo dirigido por Jack Griffo era um carro para levar os atores/atrizes da Nickelodeon.